# Ateleute tsiriria
Ateleute tsiriria är en stekelart som först beskrevs av André Seyrig 1952.  Ateleute tsiriria ingår i släktet Ateleute och familjen brokparasitsteklar. Inga underarter finns listade.